# Axis: Bold as Love
„Axis: Bold as Love“ е вторият студиен албум на британската психеделик рок група The Jimi Hendrix Experience, издаден през декември 1967 година. Записан за кратко време от няколко месеца поради клауза в договора, албумът показва развитието на Джими Хендрикс като мулти-инструменталист.
През 2003 година списание Rolling Stone нарежда Axis: Bold as Love на 83-та позиция в „500-те най-велики албуми на всички времена“.

## Запис
Много от песните са замислени в студиото поради кратките срокове и рядко са изпълнявани на живо. Единствено „Spanish Castle Magic“ и „Little Wing“ намират място в сетлистите по-редовно. При записите Хендрикс се връща към соул и r'n'b корените за вдъхновение и крайният резултат е албум с уникално звучене. Въпреки това той и звуковия инженер Еди Крамър не са задоволени от крайния вариант – Хендрикс изгубва първата страна на записа в едно такси и се налага да запишат набързо песните по стари версии.

## Обложка
Хендрикс е разочарован от обложката, с която е издаден албумът – британските художници бъркат индианския корен на китариста с индийски и групата е изобразена като индийски божества. Молбата е по настояване на Хендрикс, който иска да подчертае силната връзка, която има с корените си.

## Списък на песните
Всички песни са написани от Джими Хендрикс, освен обозначените

### Страна първа
1. „EXP“ – 1:55
2. „Up from the Skies“ – 2:55
3. „Spanish Castle Magic“ – 3:00
4. „Wait Until Tomorrow“ – 3:00
5. „Ain't No Telling“ – 1:46
6. „Little Wing“ – 2:24
7. „If 6 Was 9“ – 5:32

### Страна втора
1. „You Got Me Floatin'“ – 2:45
2. „Castles Made of Sand“ – 2:46
3. „She's So Fine“ (Ноел Рединг) – 2:37
4. „One Rainy Wish“ – 3:40
5. „Little Miss Lover“ – 2:20
6. „Bold as Love“ – 4:09